# Янов, Александр Львович
Александр Львович Янов (18 апреля 1930, Одесса — 18 февраля 2022, Куинс, Нью-Йорк, США) — советский и американский историк, политолог и публицист. Доктор исторических наук, профессор.

## Биография
Окончил исторический факультет МГУ в 1953 году. По распределению работал директором средней школы в городе Сталинск. Был разъездным спецкором «Литературной газеты» и «Комсомольской правды». Объехал полстраны. Публиковался в журналах «Новый мир», «Молодой коммунист», «Вопросы литературы» и «Вопросы философии». Занимался историей славянофильства. Защитил диссертацию «Славянофилы и Константин Леонтьев. Вырождение русского национализма. 1839—1891». Написал 2000-страничную работу «История политической оппозиции в России», которая, несмотря на объём, широко разошлась в самиздате.
Эмигрировал в США, где с 1975 года преподавал русскую историю и политические науки в Техасском университете, Калифорнийском университете, Мичиганском университете, а также Городском университете Нью-Йорка. Прошёл всю американскую академическую лестницу — от инструктора до полного профессора. Доктор исторических наук.
Последняя должность — профессор политических наук в аспирантуре Городского университета Нью-Йорка.
Опубликовал около 900 статей и эссе в советской, американской, английской, канадской, итальянской, российской, израильской, польской, японской и украинской прессе, а также около 20 книг в пяти странах на четырёх языках.

## Концепция истории России
Янов опровергал широко распространённую со времён Н. М. Карамзина точку зрения, что с самого начала Московское княжество, в отличие от европейских государств, было самодержавным. Он считал, что после татаро-монгольского ига Московское княжество было обычным североевропейским государством с ограниченной монархией. Более того, он полагал, что Реформацию государство Ивана III начало первым в Европе: в русском обществе развернулась широкая критика всевластия церкви, возникло движение нестяжателей, началось изъятие монастырских земель в пользу государства. При Иване IV, во время деятельности Избранной рады, были созданы социальные институты (Земский собор, замена наместников-«кормленщиков» местным крестьянским самоуправлением), которые обеспечивали основы европеизации страны. Янов противопоставлял самодержавной, евразийской традиции России её собственную европейскую традицию, «ничуть не менее древнюю и легитимную». Янов считал, что только потом Иван Грозный прервал развитие России в направлении европеизации, которое было продолжено лишь со времени Петра I.
Рассматривая славянофильские и евразийские (А. Н. Аксаков, Н. С. Трубецкой, П. Н. Савицкий и др.), а также западнические (К. Д. Кавелин, Б. Н. Чичерин и др.) взгляды на культуру России, Янов пришёл к выводу, что и славянофилы, и западники исходят из одинаково неверной предпосылки. Славянофилы говорят о необходимости развивать евразийское начало, а западники — прививать западный либерализм. Однако при этом не замечается европейская традиция, изначально существовавшая в русской культуре.
В долгосрочной исторической концепции Янова центральную роль играла «лестница Соловьёва» — усмотренная В. С. Соловьёвым трансформация естественного чувства любви к Родине в её гибельный культ, национальную гордыню. Так, Янов отмечал: «Соловьёв, единственный в своё время, отчётливо понимал: национализм смертельно опасен для России. „Национальное самосознание, — писал он, — великое дело, но когда самосознание доходит до самодовольства, а самодовольство до самообожания, то естественный конец для него есть самоуничтожение“. ❬…❭ национализм в России имеет коварное свойство вырождаться и убивать породившую его нацию. Напоминать ли, что блистательное — и страшное — пророчество Соловьёва сбылось буквально? Что империя царей, так до конца и не сумевшая освободиться от убийственного для неё национализма, и впрямь, как он предсказал, самоуничтожилась?»
В статьях и книгах про Веймарскую Россию, Янов, рассматривая свой концепт цикличности российской истории (реформа/антиреформа), предугадал приход антирефоматора Путина.

## Критика
А. И. Миллер полагал, что концепция Янова, заключающаяся в том, что в России была многовековая либеральная традиция, которая всё время боролась с патерналистской традицией, — это воспроизведение мифических категорий: европейскость как средоточие всего хорошего и российский патерналистский опыт как средоточие всего плохого. При этом забывается, что либеральная традиция вообще, а не только в России, не насчитывает больше двух с половиной веков, и что в европейском опыте также присутствовал патернализм.
Острые политические разногласия между А. Л. Яновым и А. И. Солженицыным отразились в их полемических отзывах друг о друге. А. И. Солженицын в интервью с И. И. Сапиэтом (Би-би-си), февраль 1979:

Вот — Янов. Был он коммунистический журналист, 17 лет подряд, никому не известный. А тут — с профессорской кафедры напечатал уже две книги с разбором СССР и самым враждебным отношением ко всему русскому. В «Вашингтон Пост» на целую полосу статью, что: Брежнев — миролюбец. Смысл его книг: держитесь, мол, за Брежнева всеми силами, поддерживайте коммунистический режим — и торговлей, и дипломатически, укрепляйте его, это вам, американцам, выгодно! А внутри СССР его поддержат ❬…❭ все покупатели магазинов «берёзки». А всякая другая власть в России будет вам хуже.
Он даже не ставит коммунистическому режиму в упрёк уничтожение 60 миллионов человек. Словечко «Гулаг» подхватил, но применяет его к старой России — мол, там был Гулаг ❬…❭. И вот такие уста истолковывают здесь Россию. Вот такие ❬…❭ цветки выращены коммунизмом на нашем забвении и растоптании.

Янов, высоко оценивая гражданское мужество и писательский талант Солженицына, видел в его политических взглядах продолжение гибельной для России идеи клерикальной автократии. Так, в интервью «Голосу Америки» на годовщину смерти Солженицына Янов говорил:

Думаю, что Солженицын останется в русской истории как фигура двойственная: тогда, в начале шестидесятых, он был для всех нас символом того, на что мы сами были неспособны. Он бросил вызов системе — всей системе чекистского контроля. И вот это время как раз и дало расцвет его литературного таланта. «Иван Денисович», «Матрёнин двор» — как и многие другие, я принял всё это, как знамение Божие. Вот, говорили мы себе, сохранилась классическая русская литература — и вынесла приговор этой бесчеловечной системе. Таково было моё отношение к Солженицыну — до тех пор, пока не появилось его письмо к вождям СССР ❬…❭. Уже в середине семидесятых — в сборнике «Из-под глыб» — он уже прямо скажет, что демократия — это очень плохо. ❬…❭ по убеждению Солженицына, авторитаризм — это судьба России. И что о разных там плюралистах надо забыть, что это всё — образованщина, что все они нерусские, русской истории не знают и говорят чепуху. Подразумевалось, что сам-то он её знает ❬…❭. И характерно, что Солженицын-романист на каждом шагу противоречил Солженицыну-пропагандисту.

И. Н. Данилевский в интервью журналу «Профиль» отметил:
Масштабные обобщения страдают тем, что автор просто не в силах освоить весь массив информации, который накопила наука даже за последнее десятилетие. А раз не может, неизбежны лакуны или прямые натяжки. Яркий пример — трилогия американского историка Александра Янова «Россия и Европа». Очень интересная концепция, но в фактическом материале есть явные пробои. И это не его вина, это объективная ситуация, связанная с колоссальными объёмами научной информации.

## Награды
- Лауреат премии Егора Гайдара, присуждаемой Фондом Егора Гайдара, «за выдающийся вклад в области истории» (2014)[12].